# What Are You Going to Do with Your Life?
What Are You Going to Do with Your Life? es el octavo álbum de estudio de la banda británica de rock Echo & the Bunnymen. Durante la grabación del mismo se marchó el bajista Les Pattinson, parcialmente debido a desavenencias con el vocalista de la banda Ian McCulloch. Debido a ello, McCulloch y el miembro restante Will Sergeant, grabaron el disco con músicos de sesión. La London Metropolitan Orchestra ayudó con gran parte de la música, mientras que la banda de rock alternativo estadounidense Fun Lovin' Criminals aparece en dos de las canciones. La producción corrió a cargo de la banda y Alan Douglas y se grabó en varios estudios ubicados en Inglaterra. Sergeant se sintió desplazado durante la grabación, que describió como «probablemente la peor época de toda mi vida».
What Are You Going to Do with Your Life? se publicó el 16 de abril de 1999 a través de London Records, poco después del lanzamiento del primer sencillo, «Rust». Después de la publicación del disco le siguió un segundo sencillo titulado «Get in the Car». El disco recibió críticas encontradas de la prensa, que lo describió a la vez como poco atractivo y perfecto. El disco no recibió la misma acogida que anteriores álbumes de Echo & the Bunnymen; llegó únicamente al puesto número 21 de la lista británica de discos.

## Antecedentes y grabación
Después del lanzamiento de su álbum previo, Evergreen de 1997, el único material editado por la bando en 1998 fue la canción «Fools Like Us», como parte de la banda sonora de la comedia romántica Martha, Meet Frank, Daniel and Laurence. El vocalista Ian McCulloch compuso la canción oficial para la Selección de fútbol de Inglaterra de la campaña para la Copa Mundial de Fútbol de 1998, que grabó junto a Spice Girls y Ocean Colour Scene bajo el título de England United. A pesar de que McCulloch se enorgullece de la canción, no fue del gusto de sus fans, llegando al número nueve de la UK Singles Chart. Obtuvo más éxito la canción no oficial «Three Lions '98», grabada por David Baddiel, Frank Skinner y The Lightning Seeds.
Cuando Echo & the Bunnymen entró en el estudio para grabar What Are You Going to Do with Your Life?, el bajista Les Pattinson recibió la noticia de que su madre había enfermado. Aquello, junto a la percepciónd de Pattinson de que McCulloch estaba acaparando toda la producción, hizo que Pattinson anunciase su retiro de la banda. McCulloch y el guitarrista Will Sergeant quisieron seguir adelante con el proyecto y contrataron músicos de estudio para terminar el disco. Alan Douglas y Echo & the Bunnymen produjeron el disco en los estudios Doghouse de Henley-on-Thames, los estudios Parr Street de Liverpool, los estudios Olympic, Maida Vale y CTS de Londres.
Al igual que ocurriese con los previos discos de Echo & the Bunnymen, What Are You Going to Do with Your Life? contó con la colaboración de la London Metropolitan Orchestra. En dos de las pistas del álbum aparece la banda estadounidense de rap alternativo Fun Lovin' Criminals como artistas invitados. La actuación de guitarra de Sergeant en el disco fue discreta y comentó sobre ello que «probablemente fue la peor época de mi vida, haciendo ese disco, fue odioso [...] Aparezco en todas las pistas aquí y allá, pero en general no estoy. Fue un experiencia horrible». El disco es una colección de baladas que algunos críticos ven como una continuación del disco en solitario de 1989 de McCulloch, Candleland. En una entrevista de 2005 para la revista Record Collector, McCulloch dijo que Sergeant odiaba el disco y que lo entendía. «Cuando Sergeant me preguntaba donde iba su pieza de guitarra, yo le contestaba que en ningún sitio, ya que en realidad no tenía lugar».

## Publicación y recepción
El primer sencillo extraído del disco fue «Rust» en marzo de 1999. Llegó al puesto número 22 de la lista británica de sencillos y la revista NME lo clasificó como sencillo de la semana. El disco se publicó el 16 de abril entrando únicamente en el puesto número 22 de la lista de álbumes del Reino Unido. El segundo sencillo del disco fue «Get in the Car», grabado con la banda estadounidense Fun Lovin' Criminals.
| «No lo he escuchado íntegramente desde que se grabó, simplemente para mi no funciona. Es como si [McCulloch] y el mánager estuviesen haciendo algo que realmente no involucraba a nadie más. Es duro luchar en una situación en la cual el cantante y el mánager piensan que eres un excedente».——Will Sergeant |

El crítico de la revista NME le otorgó una puntuación de nueve sobre diez y digo que «el disco en ningún momento hace aguas. Planea con un precioso empuje desinhibido». Describió la voz de McCulloch como «un instrumento pulido debido a los años, el amor y todos los momento mierdosos de en medio que lo han convertido a un estatus cautivador de cachemira derritido», mientras que describe el disco como «preciso» en cada segundo de su insolentemente escasos 38 minutos y medio. M. Tye Comer de CMJ dijo: «[Echo & the Bunnymen] ha revisitado la melancolía con la que llevan forcejeando durante casi veinte años con un alma madura y urgencia romántica, habiendo madurando sin hacerse viejos». El crítico de Allmusic Stephen Thomas Erlewine le otorgó cuatro de cinco estrellas y comentó: «se parece en cierto modo a alguno de sus anteriores trabajos, no sólo el sonido, sino en términos de calidad»." Mark Richard-San de Pitchfork Media comentó que McCulloch «tenía una voz reverberante y rica», añadiendo que «su calidad al cantar es perfecta».
Andy Gill del periódico The Independent tomó una posición menos positiva diciendo que «el álbum es, como su título sugiere, el mero atractivo de una discusión con el consejero de sus carreras». Al describir el estilo del disco, Gill comentó que «realmente no ayuda que cada vez sean más mayores, ya que la banda parece que esté satisfaciendo su interés en Burt Bacharach y Jimmy Webb más abiertamente, a pesar de carecer de composiciones y melodías ganadoras». En su libro de 2003 The Rough Guide to Rock, Peter Buckley describe el disco como «un poco efusivo y en general decepcionante».
Echo & the Bunnymen dejó de trabajar con London Records a comienzos de 2000. McCulloch dijo al respecto: «Os mantendremos [en el sello] siempre y cuando no cojáis todo el dinero que pone en el contrato; como de todas maneras no teníamos intención de quedarnos, ¿nos empujaron o nos caímos?» También cambiaron de mánager cuando Toogood se marchó para montar su propio sello discográfico. Los músicos de sesión que grabaron What Are You Going to Do with Your Life? también se marcharon, por lo cual McCulloch y Sergeant contrataron nuevos músicos, con los que grabaron en 2000 el EP Avalanche, que sólo se podía comprar a través de internet.

## Lista de canciones
Todas las canciones escritas y compuestas por Ian McCulloch y Will Sergeant. 
| N.º | Título                                     | Duración |  |
| 1.  | «What Are You Going to Do with Your Life?» | 5:11     |  |
| 2.  | «Rust»                                     | 5:09     |  |
| 3.  | «Get in the Car»                           | 4:21     |  |
| 4.  | «Baby Rain»                                | 4:17     |  |
| 5.  | «History Chimes»                           | 3:25     |  |
| 6.  | «Lost on You»                              | 4:50     |  |
| 7.  | «Morning Sun»                              | 4:12     |  |
| 8.  | «When It All Blows Over»                   | 2:57     |  |
| 9.  | «Fools Like Us»                            | 4:02     |  |

## Créditos
| - Ian McCulloch – voz, guitarra - Will Sergeant – guitarra principal - Guy Pratt – bajo - Jeremy Stacy – batería - Harry Morgan – percusión - Paul Williams – coros - Les Pattinson – bajo en "Fools Like Us" - Michael Lee – batería en "Baby Rain" y "Morning Sun" - London Metropolitan Orchestra – instrumentos de cuerda, instrumento de viento-madera, instrumentos metal - Fun Lovin' Criminals – músicos invitados ("Get in the Car" y "When It All Blows Over") | - Echo & the Bunnymen – productor - Alan Douglas – producer, mezcla, fotografía (portada) - Mark Stent – mezclas ("Rust" y "Baby Rain") - Nick Ingman – arreglos de cuerda - Ed Shearmur – arreglos de cuerda - Kevin Westenburg – fotografía (interior) |